# Gwenola Joly-Coz
Pour les articles homonymes, voir Joly et Coz (homonymie).
Gwenola Joly-Coz, née le 1er mai 1968 à Étampes, est une magistrate et autrice française.

## Biographie

### Formation
Fille d'un commissaire de police et d'une éducatrice, elle connaît une enfance facile.
Après avoir obtenu un diplôme à sciences-po Bordeaux et d'un diplôme d’études approfondies en droit pénal à l'université de Bordeaux, Gwenola Joly-Coz intègre l’École nationale de la Magistrature en 1990.

### Carrière juridique
Sa carrière est menée comme magistrate du siège : 
- juge d’instruction au tribunal de grande instance de Saint-Nazaire (1992-1996)
- juge d’instruction au tribunal de grande instance de Cayenne (1996-1999)
- secrétaire générale du tribunal et juge aux affaires familiales au tribunal de grande instance de Nantes (1999-2004)
- présidente du tribunal de première instance de Mamoudzou (2004-2008)
- présidente du tribunal de grande instance de Thonon-les-Bains (2008-2010)
- inspectrice de la justice, secrétaire générale de l’inspection générale des services judiciaires (2011-2014)
- directrice de cabinet du secrétariat d'État des droits des femmes (2014-2016)
- présidente du tribunal de grande instance de Pontoise (2016-2020)
- première présidente de la cour d’appel de Poitiers (2020-2024)
- première présidente de la cour d'appel de Papeete (2025- )

Elle est membre fondatrice de l’association « Femmes de Justice » en 2014, dont elle est la secrétaire générale de juin 2014 à avril 2018.
En janvier 2024, elle devient présidente de la conférence nationale des premiers présidents (CNPP), cet organe est régulièrement consulté par le pouvoir législatif notamment.

#### Magistrate et cheffe de juridiction
Gwenola Joly-Coz dirige successivement trois juridictions, le tribunal de première instance de Mamoudzou, entre 1996 et 1999 et le tribunal de grande instance de Thonon-les-bains, entre 2008 et 2010. En 2016 elle est nommée présidente du tribunal judiciaire de Pontoise, alors que seuls trois des plus grands tribunaux judiciaires de France sont présidés par des femmes.
En 2020 elle devient la première femme première présidente de la cour d’appel de Poitiers.
Soucieuse de questionner la place juge dans la cité, Gwenola Joly-Coz s’interroge dès 2016 sur la qualité de la justice. Si elle relève que l’excellence a longtemps été la qualité prédominante, la justice française vise désormais la performance. Face à ces nouveaux enjeux, la justice doit définir “une qualité moderne, intériorisée par les magistrats et l'institution, entre sens et performance”.
Concernant la justice civile, elle cherche à mieux comprendre le positionnement fonctionnel d'un juge civil en questionnement sur sa place dans les juridictions, mais aussi en quête d'identité professionnelle.
En 2022, elle travaille sur la question de l'équipe autour du juge, elle insiste sur la dialectique entre la figure sociale et l'assistance juridique, notions reprises par Dominique Lottin dans son rapport sur la structuration des équipes juridictionnelles pluridisciplinaires.
Elle insiste sur la notion de communauté judiciaire, qui selon elle doit entretenir une conversation permanente, un dialogue des juges qui doit s'ouvrir à la société. Elle rédige un article dans ce sens pour les Cahiers de la justice, la revue trimestrielle de l'ENM. Sa réflexion s'intègre dans la suite du rapport Cour de cassation 2030 de juillet 2021.
Gwenola Joly-Coz a toujours voulu faire le lien entre la direction des juridictions mais aussi les réflexions menées par les universitaires. Elle participe aux États généraux de la recherche sur le droit et la justice en 2017, pour insister sur le nécessaire partenariat entre les juridictions et le milieu de la recherche et de l'enseignement. Le 7 mars 2024 elle est nommée membre du conseil scientifique de l'Institut des études et de la recherche sur le droit et la justice (IERDJ), cet institut créé en 2021 est un groupe de réflexion et un laboratoire de recherche sur le droit et la justice.

#### Outre-Mer
Dès son deuxième poste de juge d’instruction, Gwenola Joly-Coz candidate pour la Guyane. Elle est juge d’instruction de 1996 à 1999 au tribunal de grande instance de Cayenne et découvre l’Outre-mer.
Quelques années plus tard elle devient présidente de tribunal pour la première fois sur l'Île de Mayotte dans l’océan indien. Elle préside le tribunal de première instance de Mamoudzou entre 2004 et 2008.
Elle souligne l’apparente contradiction entre le devoir du magistrat de représenter un pouvoir régalien dans des territoires supposés identiques et égaux et la nécessité d’incarner un juge de paix, expert de son pays, connu et respecté de tous. Elle s'interroge sur le rapport du juge à la géographie résumant : « outre-mer, c’est être juge d’ici, projeté là-bas et juge là-bas avec les lois d’ici. ».
Après ces 7 années passées à exercer ses fonctions en France ultra-marine elle devient une spécialiste de l’Outre-mer, notamment au sein de l'inspection générale de la justice, où elle réalisera plusieurs missions d'inspection (Guadeloupe, Nouvelle-Calédonie, Wallis-et-Futuna).
Elle prend de nouvelles fonctions de première présidente à la cour d'appel de Papeete en janvier 2025.

## Spécialisations

### Égalité femme-homme
Gwenola Joly-Coz devient une spécialiste de l’égalité femme-homme et lutte contre l’invisibilisation des femmes au sein de la magistrature. La question des droits des femmes apparaît dans son parcours lorsqu'elle est nommée à l'Inspection générale de la justice en 2010. Son action se traduit par la création en 2014 de l’association femmes de justice qui a fêté son dixième anniversaire le 8 mars 2024. L’association agit en matière de « mixité, parité et égalité », au sein de la magistrature. Elle propose un mentorat professionnel aux femmes de justice pour lutter contre l’auto-censure et le plafond de verre. Elle participe ainsi au développement de ce qu'elle appelle « le féminisme ministériel » qui voit à partir de 2012 se créer des associations de femmes dans de nombreux ministères (par exemple : administration moderne et femmes de l'intérieur). Dans la Revue de droit d'Assas en mai 2018 elle s'interroge « les femmes et les métiers du droit vers une égalité réelle ? ». En 2020, femmes de justice participe à la création d'un réseau de femmes dans le public et dans le privé : 2GAP.
Après plusieurs années dans la magistrature, elle s’aperçoit ne pas connaître le nom de la première femme magistrate. Elle part dès lors à sa recherche et découvre Charlotte Béquignon-Lagarde à qui elle dédie un article en octobre 2018. Désormais la plus grande salle du nouveau tribunal judiciaire de Paris porte son nom, qu'elle a suggéré à Jean-Michel Hayat.
Pendant quatre ans elle va poursuivre la recherche des pionnières de la magistrature en se posant successivement les questions : quelle femme première présidente d'un tribunal ? première procureure ? première garde des Sceaux ? Interrogeant les familles, elle dresse 17 portraits publiés dans le Journal spécial des sociétés,.
Au terme d’un travail de recherche inédit, Gwenola Joly-Coz met en lumière les juges pionnières qui ont ouvert la voie aux magistrates contemporaines. Le récit de ces parcours extraordinaires est l’occasion de fournir des modèles identificatoires. Pour ce corpus, elle reçoit la mention spéciale du Grand Prix de l’ENM 2021.
En mars 2019 elle intervient dans le colloque « Femmes, droit et justice » organisé par Isabelle Rome, haute fonctionnaire à l'égalité femme-homme du ministère de la justice.
Elle poursuit par la direction scientifique d'un cycle de conférences « Figures de femmes » à la Cour de cassation les 11 avril, 13 juin et 12 septembre 2022. Elle en présente l'intention : « A travers ce cycle il s’agit de faire émerger des figures emblématiques féminines, de restituer dans la chronologie historique leurs places symboliques. Les rendre visibles pour les commémorer ». En février 2023, Gwenola Joly-Coz regroupe tout ses portraits dans un ouvrage Femmes de justice, portraits et réflexions auquel elle ajoute des fiches sur les grands concepts de la conversation féministe : mixité, parité, essentialisation, l'usage féminin du langage. « Indésirables! Comment les femmes ont réussi à entrer dans la magistrature ? Invisibles ! Pourquoi les femmes juges demeurent inconnues ? ».  
Les portraits de femmes sont repris dans une exposition itinérante « Justice : les pionnières » inaugurée en 2023 lors de l'assemblée générale de femmes de justice à la mairie de Paris. Elle a été présentée à la Cour de cassation en avril 2023 (lien expo), en parallèle de documents issus des fonds anciens de la bibliothèque de la Cour de cassation. Elle a depuis été présentée à la Cour de cassation, au ministère de la justice et dans plusieurs juridictions. L'exposition participe a rendre visible le rôle des femmes dans la justice. Ces portraits ont également été installés  à l'École nationale de la magistrature à l'occasion de l'arrivée de la promotion historique d'élèves magistrats en février 2024.

### Lutte contre les violences intra-familiales

#### Au tribunal judiciaire de Pontoise
En tant que présidente du tribunal de Pontoise, Gwenola Joly-Coz met en place diverses mesures pour améliorer le traitement judiciaire des violences intrafamiliales. Elle permet le déploiement de l’ordonnance de protection au sein de la juridiction, notamment par la rédaction d'un guide de l'ordonnance de protection. Des audiences correctionnelles dédiées aux violences intrafamiliales sont mises en place au tribunal judiciaire de Pontoise. De plus, des stages de sensibilisation aux violences faites aux femmes et des stages de sensibilisation à l’égalité femme-homme sont déployés pour travailler sur les mécanismes d’emprise et de domination.
Engagés depuis plusieurs années dans la lutte contre les violences faites aux femmes les chefs de juridiction proposent que le tribunal judiciaire de Pontoise soit une juridiction pilote. Gwenola Joly-Coz soutient avec Eric Corbaux, procureur de la République près le tribunal judiciaire de Pontoise, le déploiement du bracelet anti-rapprochement. Le premier bracelet anti-rapprochement est posé au tribunal judiciaire de Pontoise. Ce dernier a depuis été généralisé dans toute la France à la suite de l'annonce de la garde des Sceaux Nicole Belloubet.
Le pôle famille et le parquet du tribunal judiciaire de Pontoise engagent une réflexion sur la lutte contre les mariages forcés, le principe du consentement libre et éclairé au mariage et sur la lutte contre les unions conclues sous la contrainte, la menace ou la violence.
Elle s'est engagée résolument dans le processus du grenelle des violences faites aux femmes de septembre 2019, animé au niveau ministériel par Isabelle Rome.
Elle est marquée par l'affaire Adèle Haenel qui considère que la justice fait subir une violence systémique aux femmes, et propose le 25 novembre 2019 à plusieurs magistrats (François Molins, Edouard Durand, Jöelle Munier-Pacheu, Stéphane Noël, Eric Corbaux)  la rédaction d'une tribune publiée dans Le Monde où elle incite les femmes victimes de violences conjugales à se tourner vers la justice, soulignant que les tribunaux mettent en place des politiques de lutte contre les violences intrafamiliales et que les juges se forment.

#### À la cour d'appel de Poitiers

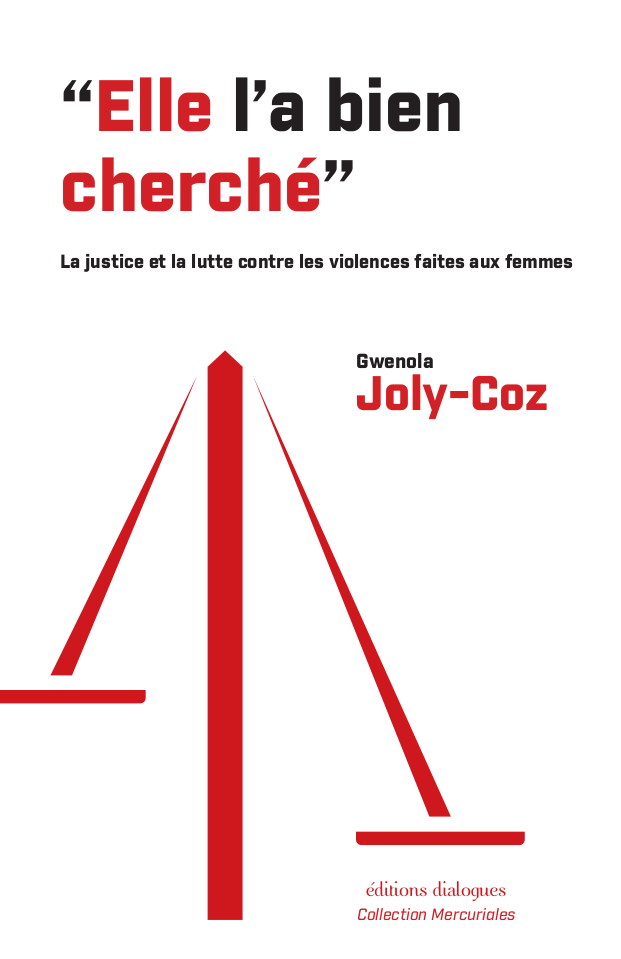
Elle l'a bien cherché - la justice et la lutte contre les violences faites aux femmes, Gwenola Joly-Coz, ed. dialogues - décembre 2023

En décembre 2022, elle publie une tribune dans Le Monde, avec Eric Corbaux, procureur général près la cour d’appel de Poitiers appelant à une spécialisation judiciaire en matière de violences intrafamiliales. Les chefs de cour y expliquent que la lutte contre ce phénomène massif et complexe doit passer par une réorganisation de la justice, demandant la création d’un juge spécialisé VIF dans chaque tribunal.
En mars 2023 elle publie l'ouvrage  "femmes de justice" Indésirables ! Comment les femmes ont réussi à entrer dans la magistrature ? Invisibles ! Pourquoi les femmes juges restent inconnues?
Retrouver les pionnières. Le travail de Gwenola Joly-Coz pour retrouver les juges pionnières et en dresser les portraits est une démarche historique inédite. Les ignorer c’est nier la révolution engendrée par la loi de 1946, permettant à « l’un et l’autre sexe » de rendre la justice. Les rendre visibles c’est rappeler la chronologie et découvrir les visages de celles qui ont changé la justice : présidente de tribunal, procureure générale, garde des sceaux, première présidente de la Cour de cassation… Expliquer les concepts. Elle a voulu accompagner chaque récit individuel d’une fiche expliquant un concept utile à la conversation mondiale sur l’égalité entre les femmes et les hommes : la mixité, la parité, l’usage féminin du langage… Gwenola Joly-Coz s’interroge même sur la façon de juger d’une femme ou sur la perception par les hommes d’une justice féminisée. Elle propose une synthèse des réflexions féministes, adaptées au monde judiciaire.
Cet ouvrage est également décliné sous la forme d'une exposition itinérante.
En novembre 2023, elle publie l’ouvrage « Elle l’a bien cherché », la justice contre les violences faites aux femmes,  elle le présente comme un essai dans lequel elle retrace les évolutions majeures de la justice française concernant les violences faites aux femmes, notamment dues à des mouvements sociaux. Gwenola Joly-Coz raconte 20 ans (2003-2023) d'adaptations de l'institution judiciaire à la libération de la parole des femmes et au dynamisme notionnel qui voit conceptualiser de nombreux outils d'analyses des violences faites aux femmes :   l'emprise, le psycho-trauma, la mémoire dissociative, le sur-meurtre, le féminicide.

##### Une jurisprudence sur le contrôle coercitif
Le 29 novembre 2023, Gwenola Joly-Coz préside une audience de la chambre des appels correctionnels de la cour d'appel de Poitiers. Dédiée au jugement de cinq dossiers de violences, Eric Corbaux, procureur général descend lui-même à l'audience pour tenir le ministère public. Des modalités de présidence d'audience sont mobilisées.
Le 31 janvier 2024, elle rend cinq décisions mobilisant le concept de contrôle coercitif. Il s’agit alors de la première jurisprudence en France, qui choisit de contextualiser les infractions pénales dans le concept psycho-social de contrôle coercitif. Ce corpus de décisions a fait l'objet de nombreux commentaires, de doctrine.

##### L’expérimentation de traitement simultané d’audiences civiles et pénales
À partir de l'année 2024, une expérimentation est développée à la cour d'appel de Poitiers afin d’améliorer le traitement des situations de violences intrafamiliales. Il s’agit de juger une situation dans sa globalité au pénal et au civil de façon simultanée par audiences successives et par une même composition dans le respect des procédures pénales et civiles. Une telle expérimentation vise à développer une justice résolutive de problèmes.
Cette expérience s'inscrit dans la mise en œuvre des pôles VIF issus du décret du 23 novembre 2023.
La cour d’appel souhaite développer une politique judiciaire cohérente sur l’ensemble de son ressort : 4 départements (Deux Sèvres, Charente- Maritime, Vendée, Vienne,) et 6 tribunaux judiciaires (Poitiers, La Rochelle, Saintes, Niort, La Roche-sur-Yon, Les Sables d’Olonne) et une cour d’appel. Un nouvel élan a été donné par le plan rouge VIF de mai 2023 porté par les parlementaires Émilie Chandler et Dominique Verien, en même temps que la DACG déployait un nouveau logiciel de suivi des politiques prioritaires(SISPoPP)."

##### Les formations
De 2017 à 2020 Gwenola Joly-Coz dirige la session de formation continue des magistrats à l’ENM intitulée “Les violences au sein du couple”.
L'École nationale de la magistrature fait le choix de créer un nouveau cycle d'approfondissement de la lutte contre les violences faites aux femmes (CAVIF). Gwenola Joly-Coz et Eric Corbaux sont chargés de l'inauguration par deux journées de formation, les 4 et 5 mars 2024, consacrées aux concepts, connaissances nécessaires au jugement des affaires de violences intrafamiliales. Ils indiquent que les violences faites aux femmes, par leur gravité et leur ampleur, font l'objet d'une attention particulière de la part de l'institution judiciaire. Ils pensent qu'il faut désormais adosser les pratiques juridictionnelles aux concepts qui ont émergé ces dernières années pour nous aider à transformer la casuistique en systémique. Ils insistent sur l'importance de la sémantique pour nommer les faits. Ils témoignent de la volonté de l'institution judiciaire de mieux connaitre pour mieux juger.

## Images de justice
En 2019, Gwenola Joly-Coz participe au film-documentaire « Rendre la justice » qui rend visible les témoignages de 12 magistrats français sur leur activité professionnelle. Le film a été présenté à Angoulême au festival francophone du film français la même année. Il a été suivi de la publication de l'ouvrage "Rendre la justice" paru chez Calmann Levy en 2021, sous la direction de Robert Salis, assisté du magistrat Jean-Christophe Hullin, où elle écrit un texte intitulé : "Qui est mon juge ?".
L'artiste Jakob Gautel a voulu photographier la justice à travers un objet récurrent, la balance, avec laquelle il a demandé à ses sujets, dont Gwenola Joly-Coz, de poser. Juges, greffière, avocate, justiciables, ont ainsi illustré leur rapport à la justice. Cette série de 100 portraits a été exposée à la maison des sciences de l'Homme et de la société de Poitiers en mars-avril 2022, sous le titre "Justice(s)".
A l'occasion de la commande de photo journalisme du ministère de la culture destinée à documenter la France, le photographe Edouard Elias a choisi d'illustrer « justice dans la pierre justice dans la chair ».
Il veut mettre en lumière le lien qui unit celles et ceux qui exercent la justice et les lieux où la justice est rendue. Il a aussi invité chaque représentant de l'institution à rédiger un texte manuscrit sur sa profession.
Il a ainsi construit le triptyque : le Palais des feuillants (palais de justice de Poitiers) / Gwenola Joly-Coz / son texte : 
Il est présenté dans l'exposition « La France sous leurs yeux, 200 regards de photographes sur les années 2020 », mars-juin 2024.

## Distinctions
Chevalier de la Légion d'honneur (décret du 23 mars 2013).
 Officier de l'ordre national du Mérite (décret du 29 mai 2019). Elle était chevalier de l’ordre national du mérite depuis le 30 janvier 2008.

## Ouvrages
- Femmes de justice, portraits et réflexions, éditions Enrick B, 14 février 2023, 180p.  (ISBN 978-2-38313-096-3)
- "Elle l'a bien cherché" : La justice et la lutte contre les violences faites aux femmes. éditions Dialogues, collection Mercuriales, 9 novembre 2023, 80p. (ISBN 978-2-36945-090-0)
- Frédéric Chauvaud, Gwenola Joly-Coz, Une haute magistrate, féministe et essayiste, éditions Memoring, 6 novembre 2024.